# Bobrowniki (miasto)
Bobrowniki – miasto w Polsce, położone w województwie kujawsko-pomorskim, w powiecie lipnowskim, siedziba miejsko-wiejskiej gminy Bobrowniki.
Bobrowniki uzyskały lokację miejską w 1403 roku. W 1784 roku należały do powiatu dobrzyńskiego ziemi dobrzyńskiej w województwie inowrocławskim. W 1827 roku, jako miasto rządowe Królestwa Kongresowego, znajdowało się w obwodzie lipnowskim województwa płockiego. Bobrowniki zostały pozbawione praw miejskich 13 stycznia 1870 i włączone do gminy Bobrowniki w powiecie lipnowskim. W latach 1867–1954 siedziba wiejskiej gminy Bobrowniki, 1954–1972 gromady Bobrowniki, a od 1973 reaktywowanej gminy Bobrowniki. W latach 1975–1998 należały administracyjnie do województwa włocławskiego. 1 stycznia 2024 odzyskały status miasta.

## Historia
Pierwsza wzmianka o Bobrownikach jako o miasteczku (oppidium) pochodzi z 1321 roku. Od 1320 wraz z ziemią dobrzyńską własność królewska, w 1329 zdobyta przez Jana Luksemburskiego, w 1330 sprzedana Krzyżakom. Od 1343 po pokoju w Kaliszu wraca do Polski. Okres ostatnich lat pierwszej okupacji ziemi dobrzyńskiej przez Krzyżaków wiąże się z rozpoczęciem funkcjonowania Bobrownik jako stolicy jej terytorium. Od tej pory zamek bobrownicki był rezydencją każdego zarządcy ziemi dobrzyńskiej niezależnie od tego, czy był nim książę, wójt czy starosta. Od końca XIV w. do końca XVIII w. Bobrowniki były miejscem w którym zbierał się sąd grodzki dla całej ziemi dobrzyńskiej a w latach 1775–1776 także sąd ziemski.

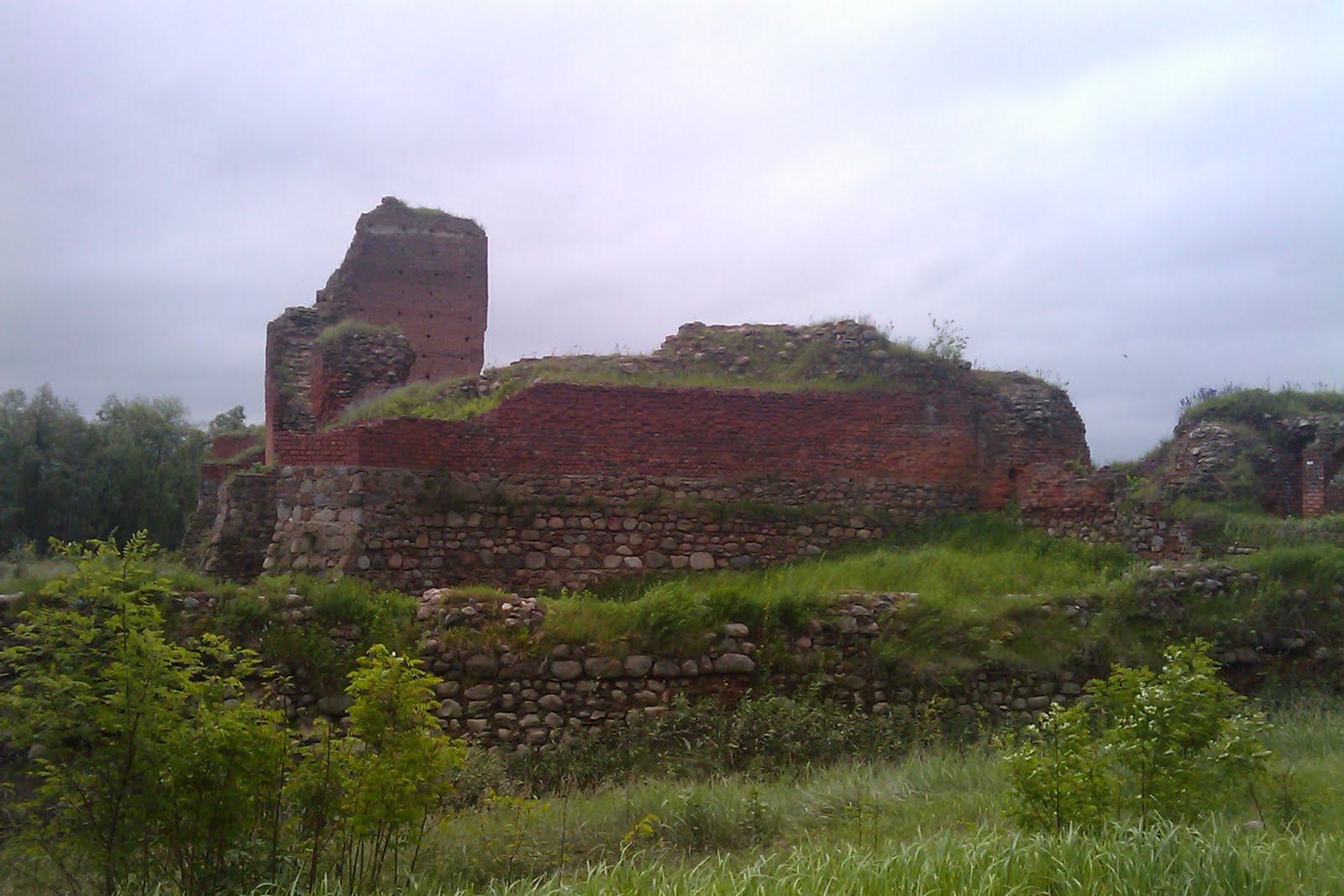
Ruiny zamku w Bobrownikach

Pierwsze wzmianki o zamku w Bobrownikach pochodzą z 1345. To tu książę dobrzyński Władysław nadał prawa miejskie Lipnu. Z tego okresu znana jest pierwsza pieczęć przedstawiająca obecny herb Bobrownik. Ma ona na otoku napis: +S * BURGENSIV * DE * BOBR (średnica 42mm).
Ziemia dobrzyńska po pokoju kaliskim 1343 została w wyniku działań króla Kazimierza Wielkiego przekazana księciu Władysławowi Garbatemu, który rezydował w Bobrownikach i prawdopodobnie był fundatorem murowanego zamku. Po jego śmierci między 1351 a 1353 r. ziemia dobrzyńska wraz z Bobrownikami trafia pod bezpośrednie panowanie króla i pozostawała w niej aż do jego śmierci. W 1370 roku zapisał on, jako lenno, w testamencie księstwa: dobrzyńskie, kujawskie, sieradzkie i łęczyckie wnukowi, zwanemu Kaźkiem słupskim. Gdy książę zmarł w wyniku rany otrzymanej w czasie oblężenie Złotorii w 1377, ziemia dobrzyńska wraz z Bobrownikami powraca do Korony. Nie na długo jednak bowiem ówczesny król Polski Ludwik Węgierski nadaje m.in. ziemię dobrzyńską Władysławowi Opolczykowi, który jako lennik przejął ją na początku 1380 roku.
W maju 1391 Władysław Opolczyk zastawił na rzecz zakonu zamek w Złotorii wraz z pięcioma wsiami położonymi na ziemi dobrzyńskiej. Zastaw ten, ze względu na ogromne znaczenie strategiczne Złotorii jako klucza do ziemi dobrzyńskiej, potraktowano jako akt wrogi wobec Królestwa Polskiego. W sierpniu 1391 r. część wojsk królewskich, którą dowodził Krystyn z Ostrowa, uderzyła na ziemię gniewkowską, a w miesiąc później na ziemię dobrzyńską, zajmując w krótkim czasie cały ten obszar z wyjątkiem Bobrownik, których załoga dowodzona przez Ślązaka Borzyma Szarego broniła się zaciekle. Krzyżacy nie pozostali obojętni wobec konfliktu. Pod pretekstem ochrony swoich kupców wysłali na Ziemię Dobrzyńską wojska, które zmusiły Krystyna z Ostrowa 21 listopada 1391 r. do zwinięcia oblężenia bobrownickiego zamku. Po ustąpieniu Polaków spod Bobrownik obrońcy otworzyli bramy zamkowe Krzyżakom.
Władysław Opolczyk kontynuował tymczasem groźną dla Królestwa Polskiego politykę. Wiosną 1392 r. potrzebujący gotówki książę, działając w porozumieniu z królem węgierskim Zygmuntem Luksemburskim, zaproponował wielkiemu mistrzowi krzyżackiemu Konradowi Wallenrodowi sprzedaż ziemi dobrzyńskiej. Wielki mistrz oferty tej jednak nie przyjął, wymawiając się brakiem pewności co do tego, kto jest prawowitym właścicielem owej ziemi – król polski czy węgierski. Opolczyk w tej sytuacji udał się osobiście (w przebraniu kupca) do Malborka z nowymi propozycjami. Udało mu się w końcu – w lipcu 1392 roku – nakłonić Krzyżaków do pożyczenia mu 50 tysięcy florenów węgierskich pod zastaw całej Ziemi Dobrzyńskiej. W tej sytuacji Bobrowniki przeszły pod władanie Zakonu Najświętszej Marii Panny.
10 sierpnia 1392 roku w Bobrownikach mieszkańcy ziemi dobrzyńskiej złożyli hołd jego wielkiemu mistrzowi, Konradowi von Jungingen.
Pierwszym wójtem krzyżackim na zamku w Bobrownikach (posiadający władzę nad całą Ziemią Dobrzyńską) był Wolf von Urbach. Opuścił on urząd w 1392 roku. Następnym piastującym tę funkcję był Herman Pilgrim (6 listopada 1392 – 4 listopada 1401). W latach 1401–1405 wójtem był Gotfryd von Hotzfeld.

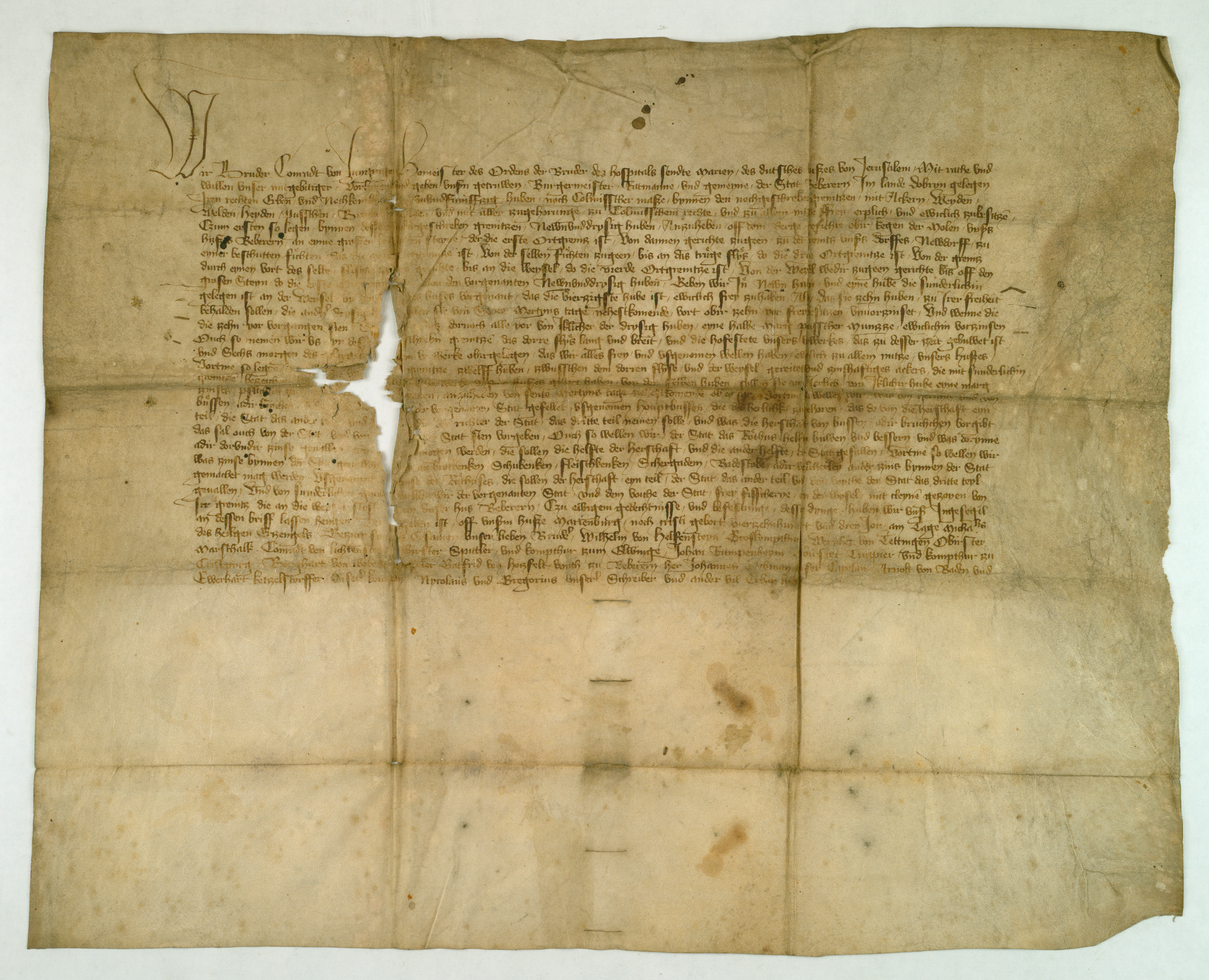
Konrad von Jungingen, wielki mistrz zakonu krzyżackiego, wyznacza miastu Beberern [Bobrowniki] w ziemi dobrzyńskiej grunty i nadaje prawa – 29 września 1403

Miasto w Bobrownikach powstało przed 1383 roku. W dniu św. Michała 1403 roku wielki mistrz Zakonu Krzyżackiego, Konrad von Jungingen nadał Stadt Beberen prawo chełmińskie. W 1405 roku Bobrowniki i ziemia dobrzyńska wróciły do Polski na mocy ustaleń zjazdu w Raciążku. Starostą bobrownickim (capitaneus Dobriniensis) mianowany został Warcisław Gotartowic z rodu Lisów.
Po wybuchu wielkiej wojny z Zakonem w 1409 roku zamek oblegany był od 20 do 28 sierpnia przez armię krzyżacką, dowodzoną przez wielkiego mistrza Ulryka von Jungingena. Po kilku dniach obrony załoga, wskutek zniszczenia części murów zamkowych przez ciężką artylerię, poddała się. Wkrótce po kapitulacji Krzyżacy podjęli reperację murów i osadzili na zamku wójta, Boemunda Brendela, podskarbiego zakonnego, młodszego kompana wielkiego mistrza.
Długosz podaje, że król Władysław Jagiełło za szybkie poddanie zamku bobrownickiego ukarał dowódcę obrony Warcisława z Gotartowic wraz z Bartłomiejem z Płomykowa i innymi znaczniejszymi rycerzami karą wieży i niesławą, którą winowajcy zmyli dopiero pod Grunwaldem. Nie jest to jednak pewne, ponieważ wymienieni rycerze w niecały rok później walczą w Prusach, a Bartosz z Płomykowa uzyskał nawet zapomogę od króla. Zamek i miasto powrócił pod polskie panowanie po bitwie pod Grunwaldem w 1410 roku. Od 25 września 1410 r. w okolicach Bobrownik przebywała, powracająca z wojny armia wraz z królem Władysławem Jagiełłą, który kilka dni oczekiwał pod Bobrownikami na budowę mostu łyżwowego, po którym przeprawił się przez Wisłę na wysokości Przypustu. 26 listopada załoga zamku w Bobrownikach brała udział w zwycięskiej bitwie z Krzyżakami pod Golubiem.
3 czerwca 1422 roku król Władysław Jagiełło wydał w Inowrocławiu przywilej dla Bobrownik, przydając mu 40 włók ziemi i zwolnił jego mieszkańców od sądów starościńskich. 2 maja 1425 roku, w wyniku zabiegów dworu królewskiego Władysława Jagiełły, lipnowscy rajcowie wystawili na zamku w Bobrownikach dokument ze zobowiązaniem, że w wypadku zgonu króla, za „prawego pana i dziedzica” miasto Lipno uzna jego syna Władysława. Podobne zobowiązanie złożyli również w tym samym roku rajcowie Bobrownik.
W okresie wojny trzynastoletniej w zamku bobrownickim przetrzymywani byli jeńcy krzyżaccy. Po podpisaniu II pokoju toruńskiego skończyła się rola Bobrownik jako twierdzy broniącej rubieży królestwa polskiego przed Krzyżakami. W pokojowych warunkach nastąpił rozkwit gospodarczy miejscowości. Funkcjonowała komora celna na Wiśle, która w późniejszym czasie została połączona z komorą celną funkcjonującą we Włocławku i przeniesiona do tego miasta.
Sebastian Fabian Klonowic tak pisze o Bobrownikach w poemacie „Flis, to jest Spuszczanie statków Wisłą i inszymi rzekami do niej przypadającymi” (1595):
„Tam Bobrowniki pozorne tym czasem
Wnet się wynurzą za zielonym lasem:
I ten gród kiedyś, znać to po wejzrzeniu,
Był w szanowaniu.”

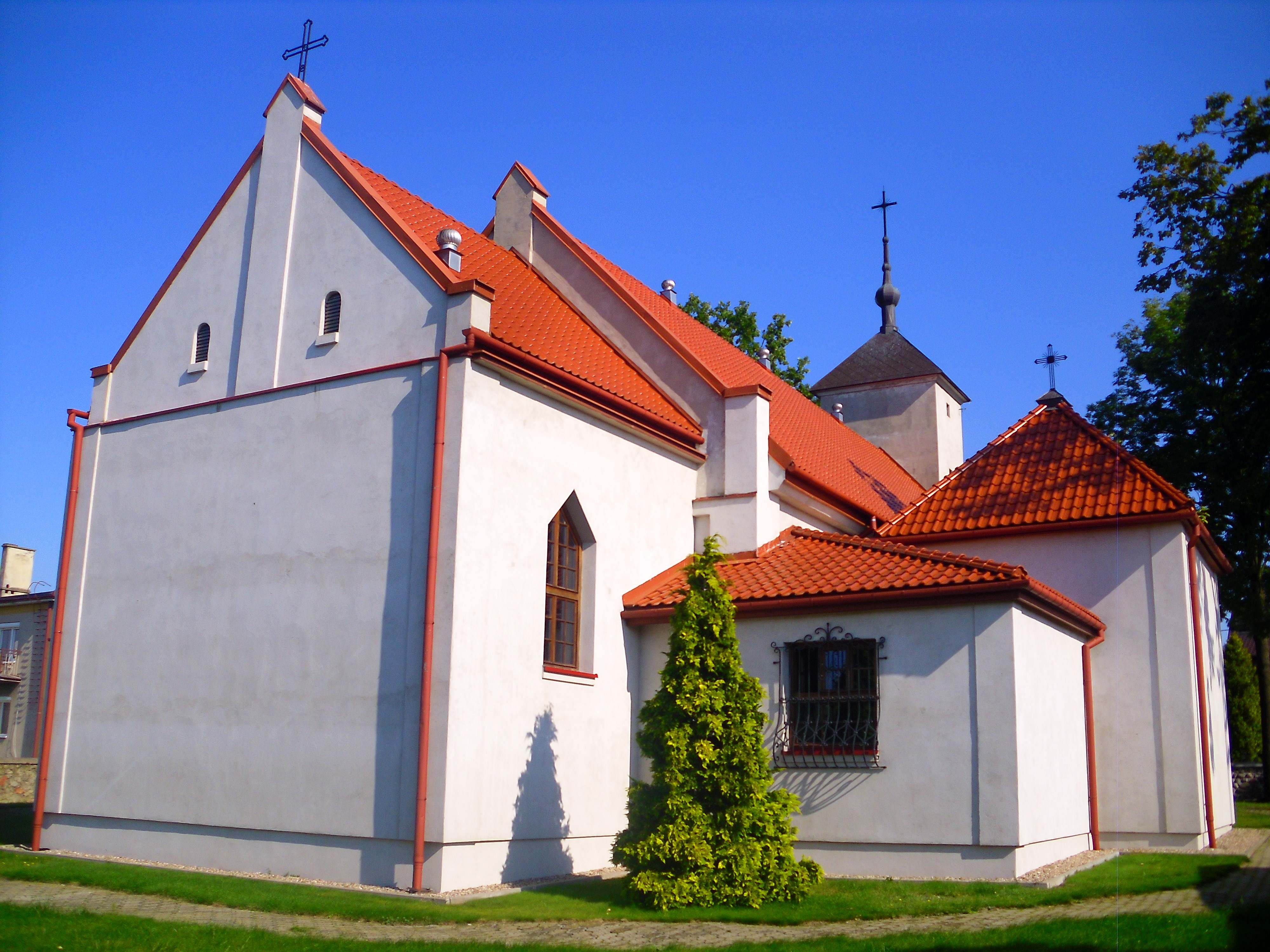
Kościół pw. św. Anny w Bobrownikach (1787-1788, przebud. po 1994)

W XVI-XVIII wieku zamek był siedzibą starostów, sądu ziemskiego i grodzkiego. Konstytucją sejmową z 1601 r. księgi grodzkie i ziemskie starostwa bobrownickiego uzyskały status wieczystych. Zamek uszkodzony w czasie wojny polsko-szwedzkiej 1626–1629 miał być remontowany na koszt szlachty ziemi dobrzyńskiej, na co zgodził się sejm w 1641 r. Jego stan w tym czasie nie był zły, co ukazuje widok zamku autorstwa Abrahama Boota z 1627 r. Mury zamkowe są całe, tylko główny budynek zamkowy jest pozbawiony dachu. Uchwała sejmowa z 1641 r. nie została wykonana, a zamek dodatkowo zrujnowany został w czasie potopu szwedzkiego, podobnie jak i miasto.
15 października 1668 r. w Bobrownikach odbył się sejmik poselski elekcyjny szlachty dobrzyńskiej. Jego marszałkiem był Jan Zboiński, kasztelan dobrzyński.
Zamek nie został już odbudowany, lecz pomimo tego w jego budynku wciąż mieściła się kancelaria grodzka oraz przechowywano w nim Księgi Grodzkie i Ziemskie. Było tak z przerwami do 1776 r., kiedy to kancelaria grodzka przeniesiona została do Lipna.
Wojny XVII i pocz. XVIII w. zrujnowały Bobrowniki. Szlachta dobrzyńska w laudach sejmikowych z lat 1692 i 1699 instruuje posłów na sejm, aby wobec zniszczeń uzyskali zwolnienie z podatków dla Bobrownik i innych miast dobrzyńskich. Kolejni panujący królowie potwierdzali przywileje miejskie, a Jan III Sobieski w 1678 r. nadał Bobrownikom prawo odbywania targów co niedzielę i pięciu jarmarków w roku.
W czasie III wojny północnej od 9 do 13 maja 1703 r. w Bobrownikach stacjonowała główna armia szwedzka pod wodzą króla Karola XII. W XVIII wieku powolne odradzanie się i rozbudowa miasta. W okolicy rozwija się osadnictwo niemieckie, które sięga początku XVII w. (wieś Bógpomóż Stary 1616 r.). W końcu XVIII wieku miasteczko Bobrowniki zaczęło powoli podupadać. Krótko przed rokiem 1789 dużą część miasta w rynku spustoszył pożar.
W wyniku II rozbioru Polski Bobrowniki wraz z okolicznymi ziemiami zostały przyłączone do Prus, wchodząc w skład prowincji Prusy Południowe, a po III rozbiorze weszły w skład departamentu płockiego prowincji Prusy Nowowschodnie.
W okresie insurekcji kościuszkowskiej Bobrowniki zajęte zostały przez powstańczą kawalerię konfederacką w nocy z 25 na 26 października 1794 r.
Od 1765 r. funkcjonował tu skarbowy skład solny zlikwidowany w 1873 r. W 1806 r. po klęsce Prus ziemie polskie ogarnięte zostały przez wojska francuskie pod dowództwem cesarza Napoleona Bonaparte. Pod koniec kampanii w roku 1806 Bobrowniki zostały wyznaczone jako miejsce zimowania dowództwa 1 Dywizji Dragonów gen. Kleina. Na początku 1807 r. w miejscowości formował się drugi batalion 14 pp Księstwa Warszawskiego dowodzony przez pułkownika Kajetana Parysa. Po pokoju tylżyckim 1807 Bobrowniki weszły w skład departamentu płockiego Księstwa Warszawskiego.

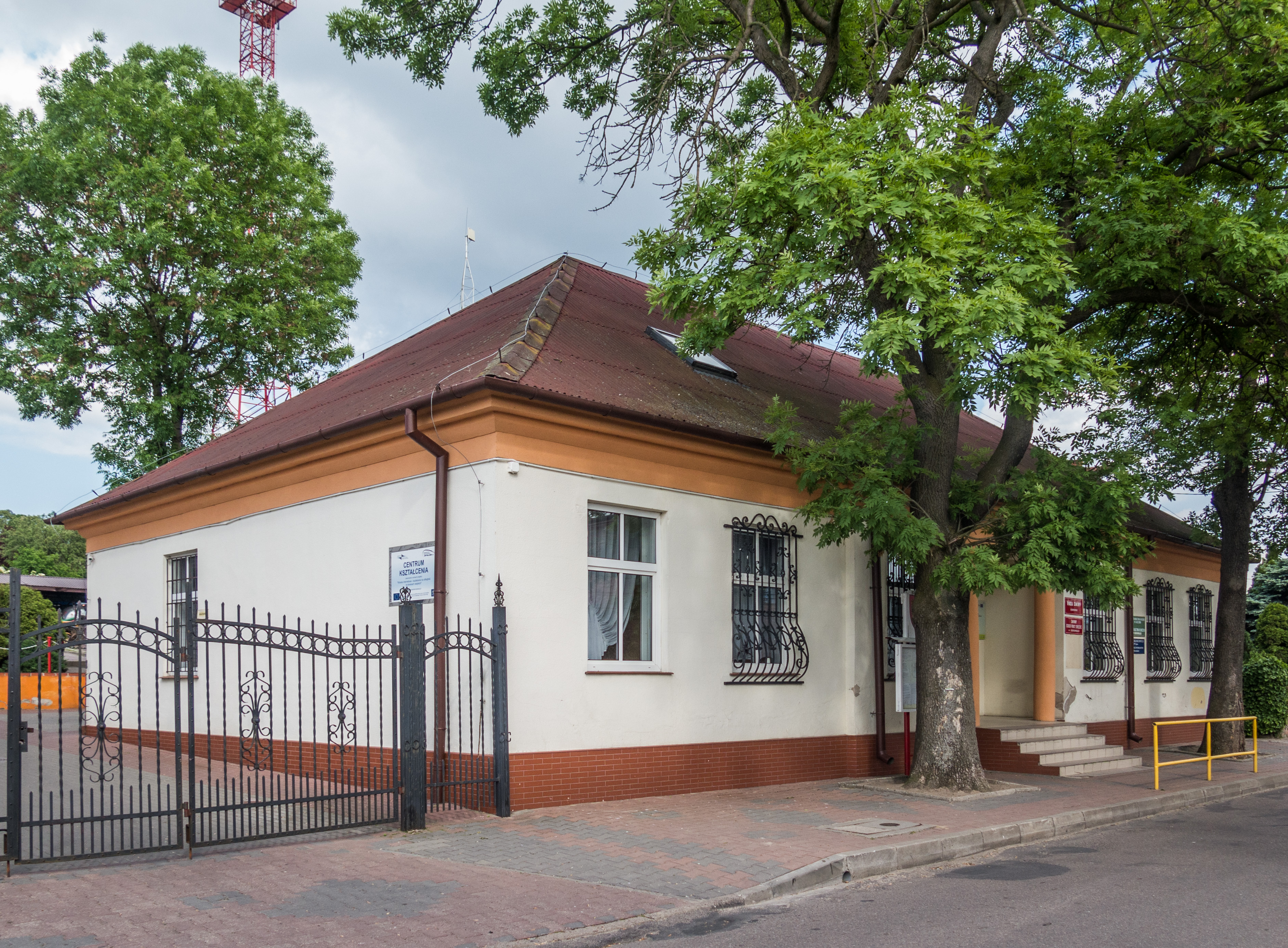
Bobrowniki, dawny budynek mieszkalno-administracyjny magazynów soli z 1838 r., obecnie Urząd Miasta i Gminy

W 1815 r., na mocy ustaleń kongresu wiedeńskiego, Bobrowniki znalazły się po rosyjskiej stronie granicy rosyjsko-pruskiej, stając się tym samym jedyną krzyżacką lokacją miejską w granicach Królestwa Kongresowego. W jego składzie Bobrowniki znalazły się podobnie jak w okresie Księstwa Warszawskiego w powiecie lipnowskim i województwie płockim, następnie po reformie administracyjnej z 7 III 1837 r. w guberni płockiej.
W czasie powstania listopadowego przez Bobrowniki przechodziły wojska walczących stron. 20 III 1831 r. 89 mieszkańców Bobrownik wraz z ówczesnym burmistrzem Marcinem Hermanowiczem złożyło uroczystą przysięgę na wierność rządowi powstańczemu. Wraz z upadkiem powstanie nie ustały niepodległościowe aspiracje mieszkańców miasteczka. W 1848 r. proboszczowi parafii bobrownickiej Pawłowi Polkowskiemu za „rozpowszechnianie w mieście Bobrowniki podburzających pogłosek” władze udzieliły ostrej nagany i skazały go na dozór policyjny.
13 kwietnia 1861 r. w Bobrownikach doszło do wystąpień antyrządowych spacyfikowanych przez na rozkaz naczelnika powiatu przez żołnierzy 3 batalionu Ołonieckiego Pułku Piechoty. W ich wyniku aresztowano i doprowadzono przez sąd ośmiu mieszkańców miasta.
W okresie powstania styczniowego w okolicach miasteczka operowały oddziały powstańcze. Dwukrotnie doszło do zaboru przez powstańców kas magazynu solnego i miejskiej. W marcu 1863 r. władze zaaresztowały łodzie i barki należące do mieszkańców Bobrownik, aby w ten sposób uniemożliwić przeprawianie się przez Wisłę osobom zamieszanym w działalność powstańczą. Zostały one zwrócone właścicielom dopiero w czerwcu 1864 r.
Przygraniczne położenie z dala od szlaków drogowych i kolejowych przyczyniły się do dalszej marginalizacji miejscowości. Proces ten został jedynie trochę przyhamowany w okresie ożywienia handlu wiślanego w XIX w. W wyniku reformy administracji przeprowadzonej przez rosyjskie władze w Królestwie Polskim 1868 miejscowość utraciła prawa miejskie, stając się osadą i siedzibą gminy. Ta katastrofalna w skutkach decyzja doprowadziła do dalszego upadku Bobrownik, które opuścili liczni rzemieślnicy i kupcy przenoszący się do większych miast. Ten sam proces dotyczył również licznej niegdyś społeczności bobrownickich Żydów, z której do 1933 r. pozostało jedynie dwunastu.
Od 1882 r. w Bobrownikach stacjonował 1 szwadron 18 pułku Dragonów Klastyckich (18-й драгунский Клястицкий полк). Jego oficerowie zajęli kwatery w wyremontowanym budynku dawnego magazynu solnego.
Do końca I wojny światowej Bobrowniki były siedzibą sądu II kategorii, który po 1918 r. przeniesiony został do Lipna.
Także do I wojny światowej gmina Bobrowniki jako gmina przygraniczna była miejscem postoju barek, statków i tratew na Wiśle przed odprawą celną. Działa tu również przystań parostatków pasażerskich.
14 sierpnia 1920 r. miejscowość zajęła kawaleria bolszewicka z III Korpusu Konnego Gaj-Chana próbując następnie sforsować Wisłę. 16 sierpnia jednostka ta połączyła się z III Korpusem Artylerii. Doszło do gwałtownych walk niepomyślnie zakończonych dla bolszewików. W ich trakcie zginął dowodzący uzbrojonym statkiem „Moniuszko” z III dywizjonu Flotylli Wiślanej ppor. Pieszkański, odznaczony pośmiertnie za tę walkę krzyżem srebrnym orderu Virtuti Militari. Po przegranej walce bolszewicy skierowali się na Włocławek, próbując zdobyć tamtejszy most na Wiśle, lecz wkrótce na wieść o klęsce ich armii pod Warszawą pośpiesznie wycofali się w kierunku Prus.
Stanisława Twardo uroczyście otwarto nowo wybudowaną 7 klasową szkołę.
W miejscowości funkcjonowała przystań statków Zjednoczonego Warszawskiego Towarzystwa Transportowego Żeglugi Polskiej.

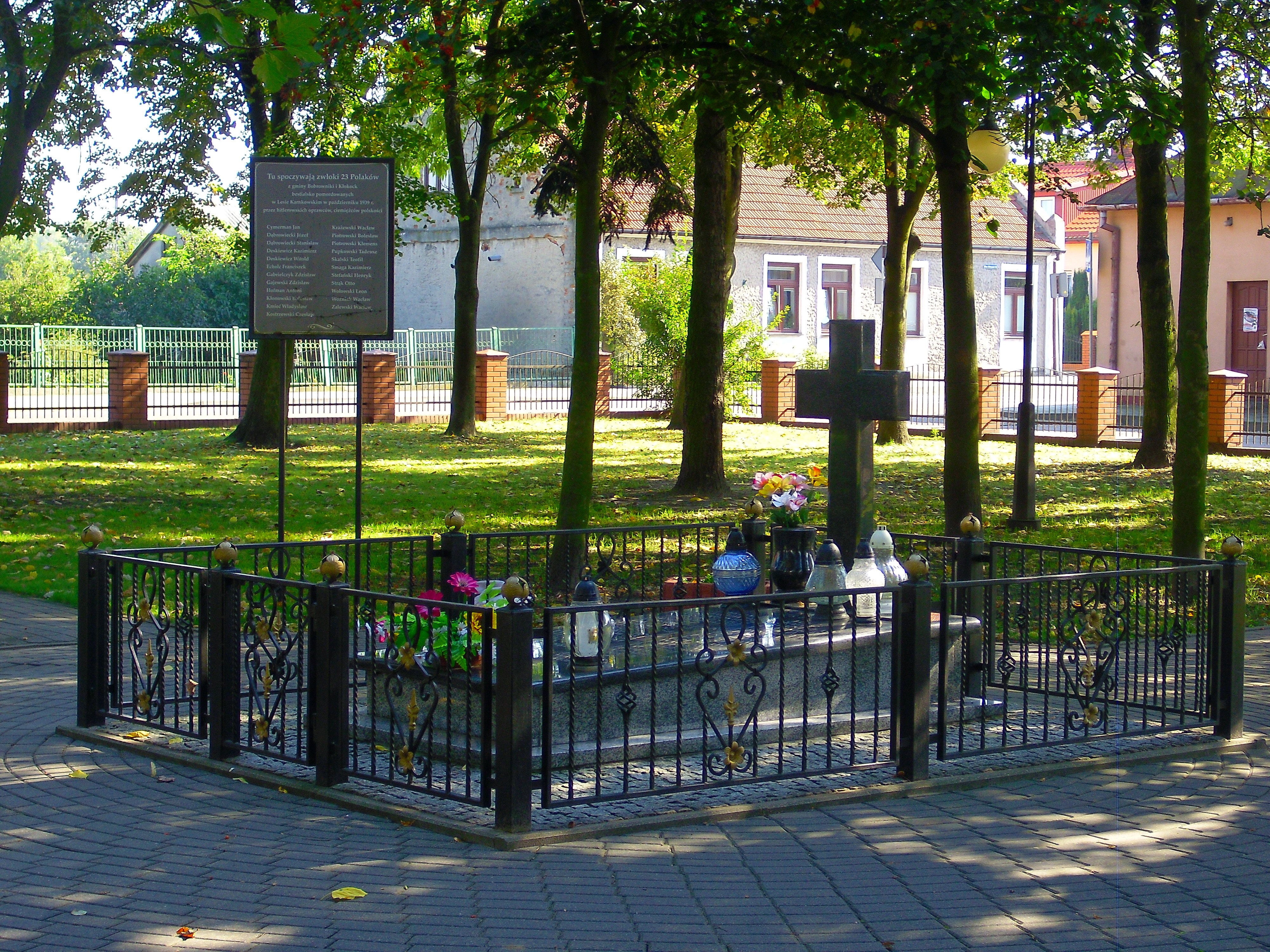
Zbiorowa mogiła 23 Polaków, mieszkańców gmin Bobrowniki i Kłokock pomordowanych przez Niemców w październiku 1939 r.

Po odzyskaniu niepodległości przez Polskę w 1918 r. nastąpiło powolne odradzanie się Bobrownik.
Samorząd gminny zainicjował budowę dróg i linii telefonicznej (1924). W 1926 r. uruchomiono agencję pocztową. W 1929 r. w obecności wojewody warszawskiego
W 1933 r. 41,1% ludności gminy było narodowości niemieckiej. Mniejszość żydowska liczyła 0,2% populacji ludności gminy.
W okresie II wojny światowej Bobrowniki wraz z całym powiatem lipnowskim został włączony w skład III Rzeszy. Na początku października 1939 r. miejscowi Niemcy zorganizowani w Selbstschutz doprowadzili do rozstrzelania 18 polskich mieszkańców miejscowości. Zamordowany został też kierownik szkoły i wybitny lokalny działacz społeczny Józef Katkiewicz (13 grudnia 1940 w Mauthausen), nauczyciel Stanisław Kucharski (12 grudnia 1940 w Dachau) oraz proboszcz bobrownickiej parafii ks. Ignacy Paluch (20 maja 1942 w Linz). Zakończenie okupacji hitlerowskiej nastąpiło w Bobrownikach 23 stycznia 1945 r.
Po II wojnie światowej gmina Bobrowniki funkcjonowała bez zmian. W latach 1954–1972 wieś należała i była siedzibą władz gromady Bobrowniki. Gmina reorganizowana w 1961 r., zlikwidowana 1 stycznia 1976 roku. 1 października 1982 roku ponownie powołano okrojoną terytorialnie gminę Bobrowniki.

## Zabytki

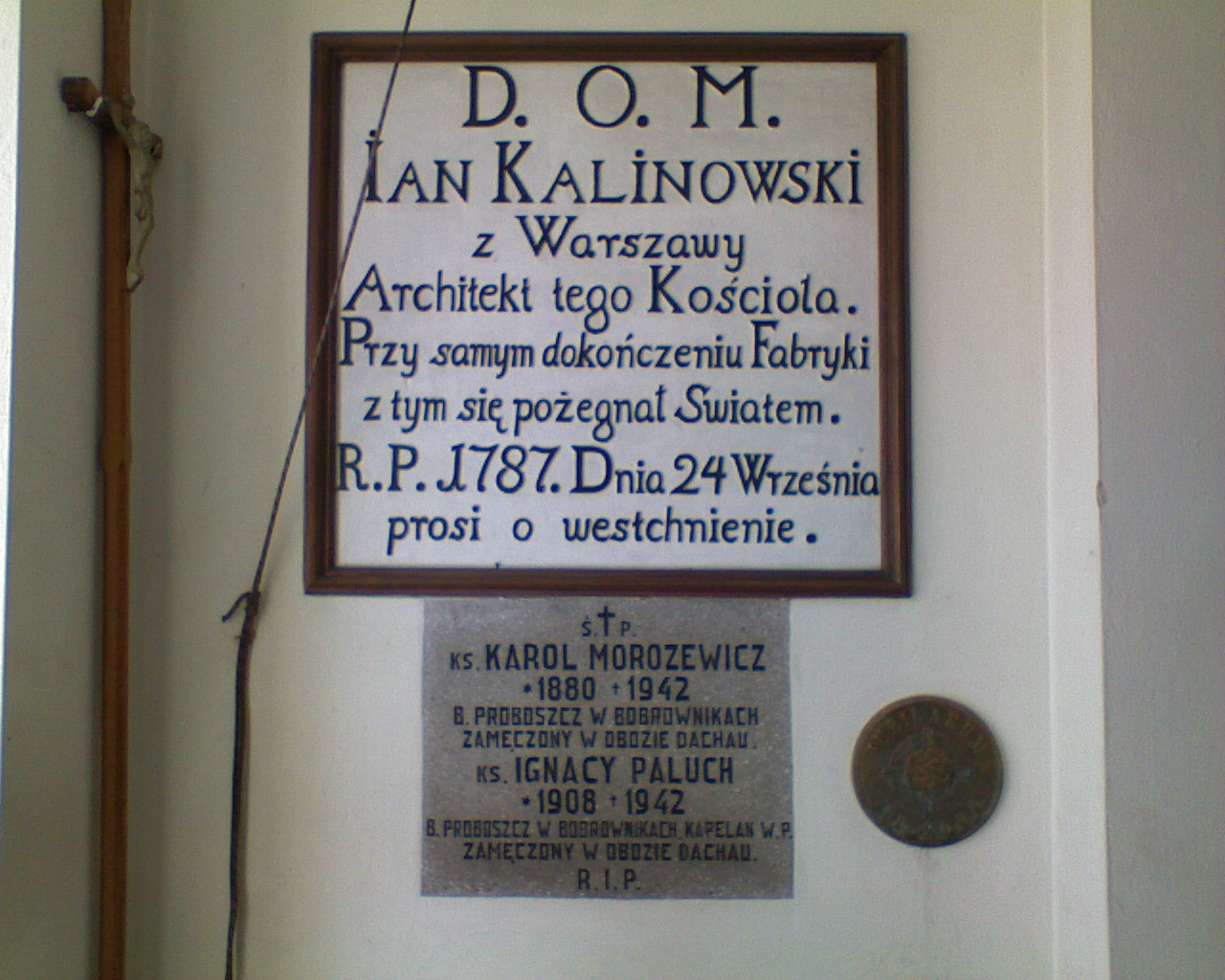
Pamiątkowa tablica w kościele

Według rejestru zabytków NID na listę zabytków wpisane są:
- ruiny zamku z XIV/XV w. i połowy XVII w., nr rej.: 47/382 z 16.10.1957
- cmentarz parafialny rzymskokatolicki, XIX/XX, nr rej.: 291/A z 1.06.1982 (najstarsza zachowana mogiła: Ignacego Polkowskiego, pisarza bobrownickiego magazynu solnego z 1854 r.)
- zespół kościoła parafialnego pw. św. Anny, 1787, nr rej.: A/725/1-4 z 4.09.1998:
  - kościół
  - kostnica
  - cmentarz przykościelny
  - ogrodzenie z bramą
- budynek mieszkalny dawnego magazynu solnego, ul. Nieszawska 8, 1838, nr rej.: A/1675 z 23.02.2015.

W okolicy znajdują się wciąż domy osadników niemieckich z XIX w.
Bobrowniki zachowały częściowo cechy miejskiego układu przestrzennego z obszernym, prostokątnym rynkiem i elementami małomiasteczkowej zabudowy z XIX i XX w. W czasie okupacji hitlerowskiej w latach 1939–1945 na obszernym miejskim rynku służącym do odbywania jarmarków Niemcy urządzili skwer istniejący do dzisiaj.

## Życie kulturalne
Przy Ochotniczej Straży Pożarnej w Bobrownikach istnieje Orkiestra dęta OSP. Orkiestra została założona w 1924 roku przy Straży Pożarnej w Bobrownikach z inicjatywy kierownika szkoły Józefa Katkiewicza. Zespół wystąpił w obecności Jana Pawła II we Włocławku w 1991. Zespół wykonuje muzykę marszową, kościelną i rozrywkową, bierze udział w uroczystościach gminnych, kościelnych, strażackich. Największe osiągnięcia orkiestry to drugie i trzecie miejsce w Przeglądach Wojewódzkich Ochotniczych Straży Pożarnych w latach 1998–1999. Proboszczem parafii Bobrowniki jest ks. prof dr. hab. Zdzisław Pawłowski.